# Tefik, når du falder skal du rejse dig igen
|  | Denne artikel er oprettet af botten Steenthbot ud fra en ekstern database. Den kan derfor have sproglige fejl eller mangler. Denne skabelon kan fjernes efter kontrol af indholdet. |

Tefik, når du falder skal du rejse dig igen er en dansk animationsfilm fra 2014 instrueret af Jannik Hastrup.

## Handling
Tefik fra Kosovo bor med sin far og syge mor. De er flygtet fra Albanien, fordi de blev chikaneret. Måske fordi de er sigøjnere.